# Викикњиге
Викикњиге (енгл. Wikibooks, раније познате и као Пројекат Викимедије Слободне текстуалне књиге и Викимедија-Текстуалне књиге) је вики заснован пројекат Викимедије којег хостује Задужбина Викимедије за креирање књига слободног садржаја и прибележених текстова које свако може да уређује.
У априлу 2010, Алекса је рангирао wikibooks.org као 2.462. најпопуларнији веб сајт у свету. Compete.com је измерио да су Викикњиге имале 576.838 јединствених посетилаца, а Кванткаст је измерио 646.500 јединствених посетилаца из Сједињених Држава тог месеца.

## Историја
Викикњиге су покренуте на дан 19. јул 2003., као одговор на захтев Википедијиног корисника Карла Вика, као пројекат за хостовање и дораду слободних текстуалних књига о предметима као што су органска хемија и физика. Два већа потпројекта, Викијуниор и Викиверзитет, створени су у оквиру Викикњига пре него што је његова званична политика касније промењена тако да будући пројекти типа инкубатора буду започети у складу са званичном политком пројекта Задужбине Викимедије. У августу 2006. Викиверзитет је постао независни пројекат Задужбине Викимедије.

### Викијуниор
Викијуниор је потпројекат Викикњига који је специјализован за књиге за децу. Пројекат чини и магазин и веб сајт, и тренутно се развија на енглеском, данском, финском, француском, немачком, италијанском, јапанском, шпанском и арапском језику. Основан је уз одобрење Задужбине Бек.